# United States Attorney General
Der United States Attorney General ist Mitglied des Kabinetts der Vereinigten Staaten und steht dem Justizministerium der Vereinigten Staaten vor, ohne den Titel „Secretary“ (Minister) zu tragen.
Zu seinen Aufgaben zählt die Beratung der Regierung in Justizfragen, die Kontrolle der Strafverfolgungsbehörden und die Vertretung der Vereinigten Staaten vor Gericht. Deshalb ist er nach dem deutschen System etwa Justizminister und Generalbundesanwalt in Personalunion. Mittlerweile verhandelt der Attorney General nur in Fällen von außergewöhnlicher Bedeutung selbst vor dem Obersten Gerichtshof; die meisten Vertretungen werden heute vom Solicitor General of the United States wahrgenommen.
1789 wurde das Amt des Attorney General vom Kongress der Vereinigten Staaten mit dem Zweck der Verfolgung und Vertretung in allen Rechtsstreiten vor dem Obersten Gerichtshof, in denen die Vereinigten Staaten Partei sind, geschaffen. Außerdem sollte er den Präsidenten und die Minister im Kabinett in allen Rechtsfragen beraten. Ein eigenes Justizministerium wurde erst 1870 zur Unterstützung des Attorney General geschaffen.

## Liste der Attorneys General
| Nr. | Bild | Name                      | Amtszeit                                                       | Präsident                              |
| --- | ---- | ------------------------- | -------------------------------------------------------------- | -------------------------------------- |
| 1   |      | Edmund Randolph           | 1789–1794                                                      | George Washington                      |
| 2   |      | William Bradford          | 1794–1795                                                      | George Washington                      |
| 3   |      | Charles Lee               | 1795–1801                                                      | George Washington, John Adams          |
| 4   |      | Levi Lincoln              | 1801–1805                                                      | Thomas Jefferson                       |
| 5   |      | John Breckinridge         | 1805–1806                                                      | Thomas Jefferson                       |
| 6   |      | Caesar A. Rodney          | 1807–1811                                                      | Thomas Jefferson, James Madison        |
| 7   |      | William Pinkney           | 1811–1814                                                      | James Madison                          |
| 8   |      | Richard Rush              | 1814–1817                                                      | James Madison                          |
| 9   |      | William Wirt              | 1817–1829                                                      | James Monroe, John Quincy Adams        |
| 10  |      | John MacPherson Berrien   | 1829–1831                                                      | Andrew Jackson                         |
| 11  |      | Roger B. Taney            | 1831–1833                                                      | Andrew Jackson                         |
| 12  |      | Benjamin F. Butler        | 1833–1838                                                      | Andrew Jackson, Martin Van Buren       |
| 13  |      | Felix Grundy              | 1838–1839                                                      | Martin Van Buren                       |
| 14  |      | Henry D. Gilpin           | 1840–1841                                                      | Martin Van Buren                       |
| 15  |      | John J. Crittenden        | 1841–1841                                                      | William Henry Harrison, John Tyler     |
| 16  |      | Hugh S. Legaré            | 1841–1843                                                      | John Tyler                             |
| 17  |      | John Nelson               | 1843–1845                                                      | John Tyler                             |
| 18  |      | John Y. Mason             | 1845–1846                                                      | James K. Polk                          |
| 19  |      | Nathan Clifford           | 1846–1848                                                      | James K. Polk                          |
| 20  |      | Isaac Toucey              | 1848–1849                                                      | James K. Polk                          |
| 21  |      | Reverdy Johnson           | 1849–1850                                                      | Zachary Taylor, Millard Fillmore       |
| 22  |      | John J. Crittenden        | 1850–1853                                                      | Millard Fillmore                       |
| 23  |      | Caleb Cushing             | 1853–1857                                                      | Franklin Pierce                        |
| 24  |      | Jeremiah S. Black         | 1857–1860                                                      | James Buchanan                         |
| 25  |      | Edwin M. Stanton          | 1860–1861                                                      | James Buchanan                         |
| 26  |      | Edward Bates              | 1861–1864                                                      | Abraham Lincoln                        |
| 27  |      | James Speed               | 1864–1866                                                      | Abraham Lincoln, Andrew Johnson        |
| 28  |      | Henry Stanbery            | 1866–1868                                                      | Andrew Johnson                         |
| 29  |      | William M. Evarts         | 1868–1869                                                      | Andrew Johnson                         |
| 30  |      | Ebenezer R. Hoar          | 1869–1870                                                      | Ulysses S. Grant                       |
| 31  |      | Amos T. Akerman           | 1870–1872                                                      | Ulysses S. Grant                       |
| 32  |      | George H. Williams        | 1871–1875                                                      | Ulysses S. Grant                       |
| 33  |      | Edwards Pierrepont        | 1875–1876                                                      | Ulysses S. Grant                       |
| 34  |      | Alphonso Taft             | 1876–1877                                                      | Ulysses S. Grant                       |
| 35  |      | Charles Devens            | 1877–1881                                                      | Rutherford B. Hayes                    |
| 36  |      | Wayne MacVeagh            | 1881–1881                                                      | James A. Garfield, Chester A. Arthur   |
| 37  |      | Benjamin H. Brewster      | 1881–1885                                                      | Chester A. Arthur                      |
| 38  |      | Augustus Hill Garland     | 1885–1889                                                      | Grover Cleveland                       |
| 39  |      | William H. H. Miller      | 1889–1893                                                      | Benjamin Harrison                      |
| 40  |      | Richard Olney             | 1893–1895                                                      | Grover Cleveland                       |
| 41  |      | Judson Harmon             | 1895–1897                                                      | Grover Cleveland                       |
| 42  |      | Joseph McKenna            | 1897–1898                                                      | William McKinley                       |
| 43  |      | John W. Griggs            | 1898–1901                                                      | William McKinley                       |
| 44  |      | Philander C. Knox         | 1901–1904                                                      | William McKinley, Theodore Roosevelt   |
| 45  |      | William H. Moody          | 1904–1906                                                      | Theodore Roosevelt                     |
| 46  |      | Charles Joseph Bonaparte  | 1906–1909                                                      | Theodore Roosevelt                     |
| 47  |      | George W. Wickersham      | 1909–1913                                                      | William Howard Taft                    |
| 48  |      | James C. McReynolds       | 1913–1914                                                      | Woodrow Wilson                         |
| 49  |      | Thomas Watt Gregory       | 1914–1919                                                      | Woodrow Wilson                         |
| 50  |      | Alexander Mitchell Palmer | 1919–1921                                                      | Woodrow Wilson                         |
| 51  |      | Harry M. Daugherty        | 1921–1924                                                      | Warren G. Harding, Calvin Coolidge     |
| 52  |      | Harlan Fiske Stone        | 1924–1925                                                      | Calvin Coolidge                        |
| 53  |      | John G. Sargent           | 1925–1929                                                      | Calvin Coolidge                        |
| 54  |      | William D. Mitchell       | 1929–1933                                                      | Herbert Hoover                         |
| 55  |      | Homer S. Cummings         | 1933–1939                                                      | Franklin D. Roosevelt                  |
| 56  |      | Frank Murphy              | 1939–1940                                                      | Franklin D. Roosevelt                  |
| 57  |      | Robert H. Jackson         | 1940–1941                                                      | Franklin D. Roosevelt                  |
| 58  |      | Francis Biddle            | 1941–1945                                                      | Franklin D. Roosevelt, Harry S. Truman |
| 59  |      | Tom C. Clark              | 1945–1949                                                      | Harry S. Truman                        |
| 60  |      | J. Howard McGrath         | 1949–1952                                                      | Harry S. Truman                        |
| 61  |      | James P. McGranery        | 1952–1953                                                      | Harry S. Truman                        |
| 62  |      | Herbert Brownell, Jr.     | 1953–1957                                                      | Dwight D. Eisenhower                   |
| 63  |      | William P. Rogers         | 1957–1961                                                      | Dwight D. Eisenhower                   |
| 64  |      | Robert F. Kennedy         | 1961–1964                                                      | John F. Kennedy, Lyndon B. Johnson     |
| 65  |      | Nicholas Katzenbach       | 1965–1966                                                      | Lyndon B. Johnson                      |
| 66  |      | Ramsey Clark              | 1967–1969                                                      | Lyndon B. Johnson                      |
| 67  |      | John Mitchell             | 1969–1972                                                      | Richard Nixon                          |
| 68  |      | Richard G. Kleindienst    | 1972–1973                                                      | Richard Nixon                          |
| 69  |      | Elliot L. Richardson      | 1973–1973                                                      | Richard Nixon                          |
| 70  |      | William B. Saxbe          | 1974–1975                                                      | Richard Nixon, Gerald Ford             |
| 71  |      | Edward H. Levi            | 1975–1977                                                      | Gerald Ford                            |
| 72  |      | Griffin B. Bell           | 1977–1979                                                      | Jimmy Carter                           |
| 73  |      | Benjamin R. Civiletti     | 1979–1981                                                      | Jimmy Carter                           |
| 74  |      | William French Smith      | 1981–1985                                                      | Ronald Reagan                          |
| 75  |      | Edwin Meese               | 1985–1988                                                      | Ronald Reagan                          |
| 76  |      | Dick Thornburgh           | 1988–1991                                                      | Ronald Reagan, George Bush             |
| 77  |      | William Barr              | 1991–1993                                                      | George Bush                            |
| 78  |      | Janet Reno                | 1993–2001                                                      | Bill Clinton                           |
| 79  |      | John Ashcroft             | 2001–2005                                                      | George W. Bush                         |
| 80  |      | Alberto R. Gonzales       | 2005–2007                                                      | George W. Bush                         |
| 81  |      | Michael Mukasey           | 2007–2009                                                      | George W. Bush                         |
| 82  |      | Eric Holder               | 2009–2015                                                      | Barack Obama                           |
| 83  |      | Loretta Lynch             | 2015–2017                                                      | Barack Obama                           |
| 84  |      | Jeff Sessions             | 2017–2018                                                      | Donald Trump                           |
| –   |      | Matthew G. Whitaker       | geschäftsführend vom 7. November 2018 bis 14. Februar 2019     | Donald Trump                           |
| 85  |      | William Barr              | 14. Februar 2019–23. Dezember 2020                             | Donald Trump                           |
| –   |      | Jeffrey A. Rosen          | geschäftsführend vom 24. Dezember 2020 bis zum 20. Januar 2021 | Donald Trump                           |
| –   |      | Monty Wilkinson           | geschäftsführend vom 20. Januar 2021 bis zum 11. März 2021     | Joe Biden                              |
| 86  |      | Merrick B. Garland        | 2021–2025                                                      | Joe Biden                              |
| –   |      | James R. McHenry III      | geschäftsführend vom 20. Januar 2025 bis 4. Februar 2025       | Donald Trump                           |
| 87  |      | Pam Bondi                 | seit 4. Februar 2025                                           | Donald Trump                           |